# Джонатан Коу
Джонатан Коу (на английски: Jonathan Coe) е английски писател на произведения в жанра сатира, социална драма, детска литература, биография и документалистика.

## Биография и творчество
Джонатан Коу е роден на 19 август 1961 г. в Бромсгроув, Устършър, Англия, в семейството на физика Роджър Коу и учителката Джанет Мери. Завършва средното си образование в Бирмингам. Следва английска литература в Тринити Колидж на Кеймбриджкия университет, където получава бакалавърска степен през 1983 г. След това в периода 1984 – 1988 г. преподава английска поезия в Университета на Уоруик в Ковънтри, където получава магистърска степен през 1984 г. и докторска степен през 1986 г. по английска литература. След това става писател и журналист на свободна практика.
Първият му роман „Случайната жена“ е издаден през 1987 г. В историята главната героиня Мария, която е нерешителна, си проправя път през първите 15 години женственост, като се стреми да ръководи хода на собствения си живот. През 1994 г. е издаден романът му „Какво изрязване!“, който в сатиричен аспект преработва сюжета на едноименния филм на ужасите от 60-те години, а в историята действието се развива в рамките на „разделянето“ на ресурсите на Великобритания, извършено от консервативните правителства на Маргарет Тачър през 80-те години. Книгата получава наградата „Джон Луелин Рис“ и Наградата за най-добра чуждестранна книга във Франция. През 2020 г. романът е екранизиран в едноименния филм.
През 1997 г. е издаден романът му „Къщата на съня“. В сатиричния трилър, в старата викторианска сграда „Ашдаун“, преди студентско общежитие, а сега клиника за изследване на нарушенията в съня, ръководена от зловещия доктор Дъдън, се срещат четирима бивши състуденти и приятели – нарколептичката Сара, егоманиакът Грегъри, киноманът Тери и влюбеният някога Робърт. Те трябва да разберат какви мистериозни обстоятелства ги събират отново, как се развиват съдбите и любовта им. Романът печели наградата за най-добър роман на Гилдията на писателите на Великобритания, а във Франция – награда „Медици“.
Автор е и на няколко биографични книги – за актьорите Хъмфри Богарт и Джими Стюарт, и за екперименталния писател Б. С. Джонсън, с книгата „Като огнен слон“, за която получава литературната награда „Самюъл Джонсън“.
През 2001 г. е издаден първият му роман „Клуб на негодниците“ от едноименната поредица. В историята, от 70-те години – години на стачки, терористични атаки и расово напрежение, група млади приятели наследяват редакторството на своето училищно списание и започват да придават свое собствено отличително значение на събитията в света. Чрез романа авторът представя преобърнатия свят на объркания тийнейджър от това време, в съдбоносен момент в британската политика. Романът получава наградата „Болинджър“ за сатиричен роман. Третата част от поредицата, „Средна Англия“, от 2018 г., получава наградата „Коста“, Европейската награда за книга.
Той също е сътрудник за рецензии и статии в периодични издания, включително „Гардиън“, London Review of Books, New Statesman, Sight and Sound, Cahiers du Cinema и други.
През 1996 г. участва в журито за престижната награда „Букър“, през 1999 г. участва в журито на филмовия фестивал във Венеция, а през 2007 г. в журито на филмовия фестивал в Единбург.
Удостоен е с почетна докторска степен по литература от Бирмингамския университет (2006), Университета на Улвърхамптън (2006) и Бирмингамския градски университет.
През 1989 г. се жени за психоложката Джанин Маккеоун, с която имат две дъщери. Живее със семейството си в Лондон.

## Произведения

### Самостоятелни романи
- The Accidental Woman (1987)[1][2][3][4][5]
- A Touch of Love (1989)
- The Dwarves of Death (1990)
- The House of Sleep (1997) – награда „Медици“, награда на Гилдията на писателите на Великобритания
Къщата на съня, изд.: ИК „Колибри“, София (2007), прев. Иглика Василева
- The Rain Before It Falls (2007)
- The Terrible Privacy of Maxwell Sim (2010)
- Expo 58 (2013)
- Mr Wilder and Me (2020)
- Bournville (2022)

### Поредица „Наследството на Уиншоу“ (The Winshaw Legacy)
1. What a Carve Up! (1994) – издаден и като The Winshaw Legacy, награда „Джон Луелин Рис“[2][3]
2. Number 11 (2015)

### Поредица „Клуб на негодниците“ (Rotters' Club)
1. The Rotters' Club (2001) – награда „Болинджър“ за сатиричен роман[1][2][3]
2. The Closed Circle (2004)
3. Middle England (2018) – награда „Коста“, награда за европейска книга

### Детска литература
- The Story of Gulliver (2013)[1]
Гъливер : [по Джонатан Суифт], изд.: „Сиела“, София (2014), прев. Анелия Данилова

### Сборници
- 9th and 13th (2005)[1]
- Ox-Tales: Earth (2009) – с Кейт Аткинсън, Джонатан Бъкли, Роуз Тримейн, Ханиф Курейши, Марти Леймбах, Марина Левицка, Иън Ранкин, Викрам Сет и Никълъс Шекспир
- Loggerheads and Other Stories (2014)

### Разкази
- Pentatonic (2012)[1]
- The Broken Mirror (2017)

### Документалистика
- Humphrey Bogart: Take It and Like It (1991) – за актьора Хъмфри Богарт[1][3][4]
- Jimmy Stewart: A Wonderful Life (1994) – за актьора Джими Стюарт
- Like a Fiery Elephant (2004) – за писателя Б. С. Джонсън, награда „Самюъл Джонсън“

### Екранизации
- 1995 Capital Lives – тв сериал, 1 епизод
- 2000 Five Seconds to Spare – по романа „Джуджетата на смъртта“[4]
- 2005 The Rotters' Club – тв минисериал, 3 еризода
- 2015 La vie très privée de Monsieur Sim – по романа „Ужасната самота на Максуел Сим“
- 2020 What a Carve Up!